# Венеріанський дослідний зонд
Венеріанський дослідний зонд, також відомий як «Заявковий венеріанський дослідний зонд» (англ. Venus Entry Probe), який з 2007 року має назву «Європейський дослідник Венери» (англ. European Venus Explorer) — космічний зонд Європейського космічного агентства (ЄКА), який пропонується до запуску для дослідження атмосфери Венери. Зонд ВДЗ складається із двох супутників, один із яких випустить повітряну кулю, який сам під час своєї мандрівки по атмосфері випустить кілька мікро-зондів.
Запуск був запланований на листопад 2013 року із Гвіанського космічного центру який належить Франції, поблизу Куру, однак він був скасований. При запуску повинна була використана ракета-носій Союз-Фрегат 2-1Б.

## Мета програми експедиції
Метою Венеріанського дослідного зонду є дослідження атмосфери Венери, яка багато в чому схожа на земну. 
Основні питання, на які має дати відповідь ВДЗ, — походження та історія еволюції атмосфери Венери, хімічний і фізичний склад нижніх шарів атмосфери, склад і хімія частин, які входять до хмар, динаміку атмосфери.

## Технічна характеристика зонду
Венеріанський дослідний зонд буде складатися із двох супутників, Венеріанський полярний супутник (ВПС) і Венеріанський еліптичний супутник (ВЕС), які здійснять політ навколо Венери на різних орбітах.